# Cheilosia
Cheilosia is een groot geslacht uit de familie van de zweefvliegen waarvan in Nederland en België rond de veertig en wereldwijd circa 450 soorten voorkomen. De zweefvliegen uit het geslacht Cheilosia worden gitjes genoemd. Gitjes zijn vrij klein en in vergelijking met andere, bontgekleurde zweefvliegen zijn gitjes onopvallend. Gitjes hebben een glimmend, licht behaard, donkergekleurd exoskelet.

## Verspreiding in Nederland
In Nederland zijn de volgende gitjes bijna allemaal waargenomen:
- blauw gitje
- bosgitje
- bruin gitje
- dofbuikgitje
- donkerklauwzandgitje
- dotterbloemgitje
- fluwelen gitje
- geelpootgitje
- gewoon weidegitje
- grootsprietgitje
- heidegitje
- kervelgitje
- klitgitje
- kruiskruidgitje
- kustgitje
- laat hoefbladgitje
- lichtklauwzandgitje
- limburgs bosgitje
- moerasgitje
- moesdistelgitje
- nagelkruidgitje
- nazomergitje
- ongeschoren gitje
- paddenstoelgitje
- slank gitje
- sparrengitje
- toortsgitje
- trapeziumgitje
- truffelgitje
- tuingitje
- tweekleurig gitje
- vetplantgitje
- vosrood gitje
- vroeg hoefbladgitje
- vroegste gitje
- weegbreegitje
- wilgengitje
- wipneusgitje
- wollig gitje
- zilverkopgitje
- zuidelijk weidegitje
- zwartpootgitje

## Soorten
- C. aerea

Toortsgitje Dufour, 1848
- C. aesyctes (Walker, 1849)
- C. ahenea (von Roser, 1840)
- C. alaskensis Hunter, 1897
- C. alba Vujic & Claussen, 2000
- C. albipila

Tweekleurig gitje Meigen, 1838
- C. albitarsis

Gewoon weidegitje (Meigen, 1822)
- C. aldrichi Hunter, 1896
- C. alpestris (Becker, 1894)
- C. alpina (Zetterstedt, 1838)
- C. amicorum van der Goot, 1964
- C. andalusiaca Torp Pedersen, 1971
- C. angelica Telford, 1939
- C. angustigenis (Becker, 1894)
- C. antiqua

Primulagitje (Meigen, 1822)
- C. aristata Barkalov & Stahls, 1997
- C. atriseta (Oldenberg, 1916)
- C. atrocapilla Hull & Fluke, 1950
- C. baldensis (Marcuzzi, 1941)
- C. balkana Vujic, 1994
- C. barbata

Ongeschoren gitje Loew, 1857
- C. baroni Williston, 1887
- C. barovskii (Stackelberg, 1930)
- C. beckeri (Strobl, 1909)
- C. bergenstammi

Kruiskruidgitje (Becker, 1894)
- C. bicolorata Shannon, 1922
- C. bigelowi Curran, 1926
- C. borealis Coquillett, 1900
- C. bracusi Vujic & Claussen, 1994
- C. brachysoma Egger, 1860
- C. brevichaeta (Shannon, 1922)
- C. brevipennis (Becker, 1894)
- C. browni Curran, 1931
- C. brunnipennis (Becker, 1894)
- C. burkei Shannon, 1922
- C. caerulescens

Tuingitje (Meigen, 1822)
- C. calthus (Shannon, 1922)
- C. canada Hull & Fluke, 1950
- C. canadensis (Shannon, 1922)
- C. canicularis

Laat hoefbladgitje (Panzer, 1801)
- C. capillata Loew, 1863
- C. carbonaria

Trapeziumgitje Egger, 1860
- C. catalina Shannon, 1922
- C. chalybescens Williston, 1893
- C. chintimini Lovett, 1921
- C. chionthrix Hull & Fluke, 1950
- C. chloris

Moesdistelgitje (Meigen, 1822)
- C. christophori (Becker, 1894)
- C. chrysocoma

Vosrood gitje (Meigen, 1822)
- C. chrysochlamys Williston, 1891
- C. chrysothrix Hull & Fluke, 1950
- C. cineralis Hull & Fluke, 1950
- C. clama Claussen & Vujic, 1995
- C. clausseni Barkalov & Stahls, 1997
- C. coerula Fluke & Hull, 1946
- C. columbiae Curran, 1922
- C. comosa Loew, 1863
- C. consentiens Curran, 1926
- C. coriacea Hull & Fluke, 1950
- C. cottrelli Telford, 1939
- C. crassiseta Loew, 1859
- C. cratorhina Hull & Fluke, 1950
- C. cumanica (Szilady, 1938)
- C. curvitibia (Becker, 1894)
- C. cyanea Hunter, 1896
- C. cyanescens Loew, 1863
- C. cynocephala

Blauw gitje Loew, 1840
- C. cynoprosopa Hull & Fluke, 1950
- C. dakota Hull & Fluke, 1950
- C. decumbens Hull & Fluke, 1950
- C. derasa Loew, 1857
- C. fasciata

Vroegste gitje Schiner & Egger, 1853
- C. faucis (Becker, 1894)
- C. ferruginea Lovett, 1919
- C. flavipennis Hull & Fluke, 1950
- C. flavipes

Geelpootgitje (Panzer, 1798)
- C. flavosericea Hull & Fluke, 1950
- C. florella Shannon, 1922
- C. fraterna

Moerasgitje (Meigen, 1830)
- C. frontalis Loew, 1857
- C. fuma Fluke & Hull, 1946
- C. gagatea Loew, 1857
- C. gemini (Shannon, 1922)
- C. gerstackeri (Becker, 1894)
- C. gibbosa (Becker, 1894)
- C. gigantea (Zetterstedt, 1838)
- C. granulata (Becker, 1894)
- C. griseifacies Vujic, 1994
- C. griseiventris Loew, 1857
- C. grisella (Becker, 1894)
- C. grossa

Wilgengitje (Fallen, 1817)
- C. hecate Hull & Fluke, 1950
- C. herculana Bradescu, 1982
- C. hercyniae Loew, 1857
- C. hermiona Hull & Fluke, 1950
- C. hesperius (Shannon, 1922)
- C. hiantha Hull & Fluke, 1950
- C. hiawatha Shannon, 1922
- C. himantopa (Panzer, 1798)
- C. hirsuta Hull & Fluke, 1950
- C. hoodianus (Bigot, 1883)
- C. hunteri Curran, 1922
- C. hyacintha Hull & Fluke, 1950
- C. hypena (Becker, 1894)
- C. iberica Marcos-García & Claussen, 1989
- C. idahoa Shannon, 1922
- C. illustrata

Wollig gitje (Harris, 1780)
- C. imperfecta (Becker, 1921)
- C. impressa

Nazomergitje Loew, 1840
- C. impudens (Becker, 1894)
- C. ingerae Nielsen & Claussen, 2001
- C. ingrica Stackelberg, 1958
- C. insignis Loew, 1857
- C. julietta Shannon, 1922
- C. katara Claussen & Vujic, 1993
- C. kerteszi (Szilady, 1938)
- C. kuznetzovae Skufjin, 1977
- C. laevifrons Jones, 1907
- C. laevis (Bigot, 1883)
- C. laeviseta Claussen, 1987
- C. laeviventris Loew, 1857
- C. lasiopa

Weegbreegitje (Kowarz, 1885)
- C. lasiophthalmus Williston, 1882
- C. laticornis

Grootsprietgitje Rondani, 1857
- C. latifrons

Bruin gitje (Zetterstedt, 1843)
- C. latigenis Claussen & Kassebeer, 1993
- C. latrans (Walker, 1849)
- C. lenis

Limburgs bosgitje (Becker, 1894)
- C. lenta (Becker, 1894)
- C. leucoparea Loew, 1863
- C. limbicornis (Strobl, 1909)
- C. livida Wehr, 1922
- C. loewi (Becker, 1894)
- C. longula

Heidegitje (Zetterstedt, 1838)
- C. lucta Snow, 1895
- C. luna Hull & Fluke, 1950
- C. margarita Hull & Fluke, 1950
- C. marginata (Becker, 1894)
- C. meganosa Hull & Fluke, 1950
- C. megatarsa Fluke & Hull, 1947
- C. melanopa (Zetterstedt, 1843)
- C. melanura (Becker, 1894)
- C. metallina (Becker, 1894)
- C. minnesotensis Telford, 1939
- C. montana Egger, 1860
- C. montanipes Hull & Fluke, 1950
- C. morio (Zetterstedt, 1838)
- C. mutabilis

Slank gitje (Fallen, 1817)
- C. nannomorpha Hull & Fluke, 1950
- C. nasica Hull & Fluke, 1950
- C. nebulosa (Verrall, 1871)
- C. nigrescens Hull & Fluke, 1950
- C. nigripes

Zwartpootgitje (Meigen, 1822)
- C. nigroapicata Curran, 1926
- C. nigrobarba Hull & Fluke, 1950
- C. nigrocoerulea Lovett, 1921
- C. nigrocyanea Hull & Fluke, 1950
- C. nigrofasciata Curran, 1926
- C. nigrovittata Lovett, 1919
- C. nivalis (Becker, 1894)
- C. niveifrons Hull & Fluke, 1950
- C. nokomis Hull & Fluke, 1950
- C. nyctichroma Hull & Fluke, 1950
- C. obesa Hull & Fluke, 1950
- C. occidentalis Williston, 1882
- C. olivia Hull & Fluke, 1950
- C. ontario Curran, 1922
- C. orilliaensis Curran, 1922
- C. orthotricha Vujic & Claussen, 1994
- C. pacifica Hunter, 1897
- C. pagana

Kervelgitje (Meigen, 1822)
- C. paganus (Meigen, 1822)
- C. pallipes Loew, 1863
- C. paralobi Malski, 1962
- C. pascuorum (Becker, 1894)
- C. pedemontana Rondani, 1857
- C. pedestris (Becker, 1894)
- C. personata Loew, 1857
- C. pictipennis Egger, 1860
- C. pikei Shannon, 1922
- C. pilifer (Becker, 1894)
- C. pilosipes Hull & Fluke, 1950
- C. pini (Becker, 1894)
- C. planifascies (Becker, 1894)
- C. platycera Hine, 1922
- C. plumbella (Becker, 1894)
- C. plumosa Coquillett, 1904
- C. pluto Hull & Fluke, 1950
- C. plutonia Hunter, 1897
- C. polita (Becker, 1894)
- C. pontiaca Shannon, 1922
- C. porcina Hull & Fluke, 1950
- C. prima Hunter, 1896
- C. primoveris Shannon, 1915
- C. promethea Hull & Fluke, 1950
- C. proxima

Dofbuikgitje (Zetterstedt, 1843)
- C. psilophthalma

Donkerklauwzandgitje (Becker, 1894)
- C. pubera

Nagelkruidgitje (Zetterstedt, 1838)
- C. pulchripes Loew, 1857
- C. punctulata Hunter, 1897
- C. ranunculi

Zuidelijk weidegitje Doczkal, 2000
- C. rhinoprosopa Hull & Fluke, 1950
- C. rhodiolae Schmid, 2000
- C. rhynchops Egger, 1860
- C. robusta Hine, 1922
- C. rodgersi (Wainwright, 1911)
- C. rotundiventris (Becker, 1894)
- C. rubroflava Hull & Fluke, 1950
- C. ruficollis (Becker, 1894)
- C. rufimana (Becker, 1894)
- C. sahlbergi (Becker, 1894)
- C. scilla Hull & Fluke, 1950
- C. scutellata

Paddenstoelgitje (Fallen, 1817)
- C. schineri Egger, 1860
- C. schnabli (Becker, 1894)
- C. semifasciata

Vetplantgitje (Becker, 1894)
- C. sensua Curran, 1922
- C. seripila Hull & Fluke, 1950
- C. shannoni (Curran, 1923)
- C. sialia Shannon, 1922
- C. siciliana Becker, 1894
- C. signaticornis (Becker, 1894)
- C. signatiseta Hunter, 1896
- C. skinneri Johnson, 1903
- C. sonoriana Shannon, 1922
- C. sootryeni Nielsen, 1970
- C. soror

Truffelgitje (Zetterstedt, 1843)
- C. sororcula Williston, 1891
- C. speculum Hull & Fluke, 1950
- C. subchalybea Curran, 1923
- C. submodesta (Becker, 1922)
- C. subpictipennis Claussen, 1998
- C. swannanoa Brimley, 1925
- C. tantalus Hull & Fluke, 1950
- C. tarda Snow, 1895
- C. tessa Hull & Fluke, 1950
- C. tonsa (Sack, 1938)
- C. townsendi Hunter, 1896
- C. tristis Loew, 1863
- C. umbrisquama (Becker, 1894)
- C. urbana

Lichtklauwzandgitje (Meigen, 1822)
- C. uviformis

Zilverkopgitje (Becker, 1894)
- C. vangaveri (Timon-David, 1937)
- C. variabilis

Bosgitje (Panzer, 1798)
- C. varipila Fluke & Hull, 1946
- C. variseta Fluke & Hull, 1946
- C. varnensis Claussen, 2000
- C. velutina

Fluwelen gitje Loew, 1840
- C. venosa Loew, 1857
- C. vernalis

Kustgitje (Fallen, 1817)
- C. vicina

Wipneusgitje (Zetterstedt, 1849)
- C. violaceozonata Palma, 1863
- C. vujici Claussen & Doczkal, 1998
- C. vulpina

Klitgitje (Meigen, 1822)
- C. willistoni Snow, 1895
- C. wisconsinensis Fluke & Hull, 1947
- C. yukonensis Shannon, 1922

## Afbeeldingen

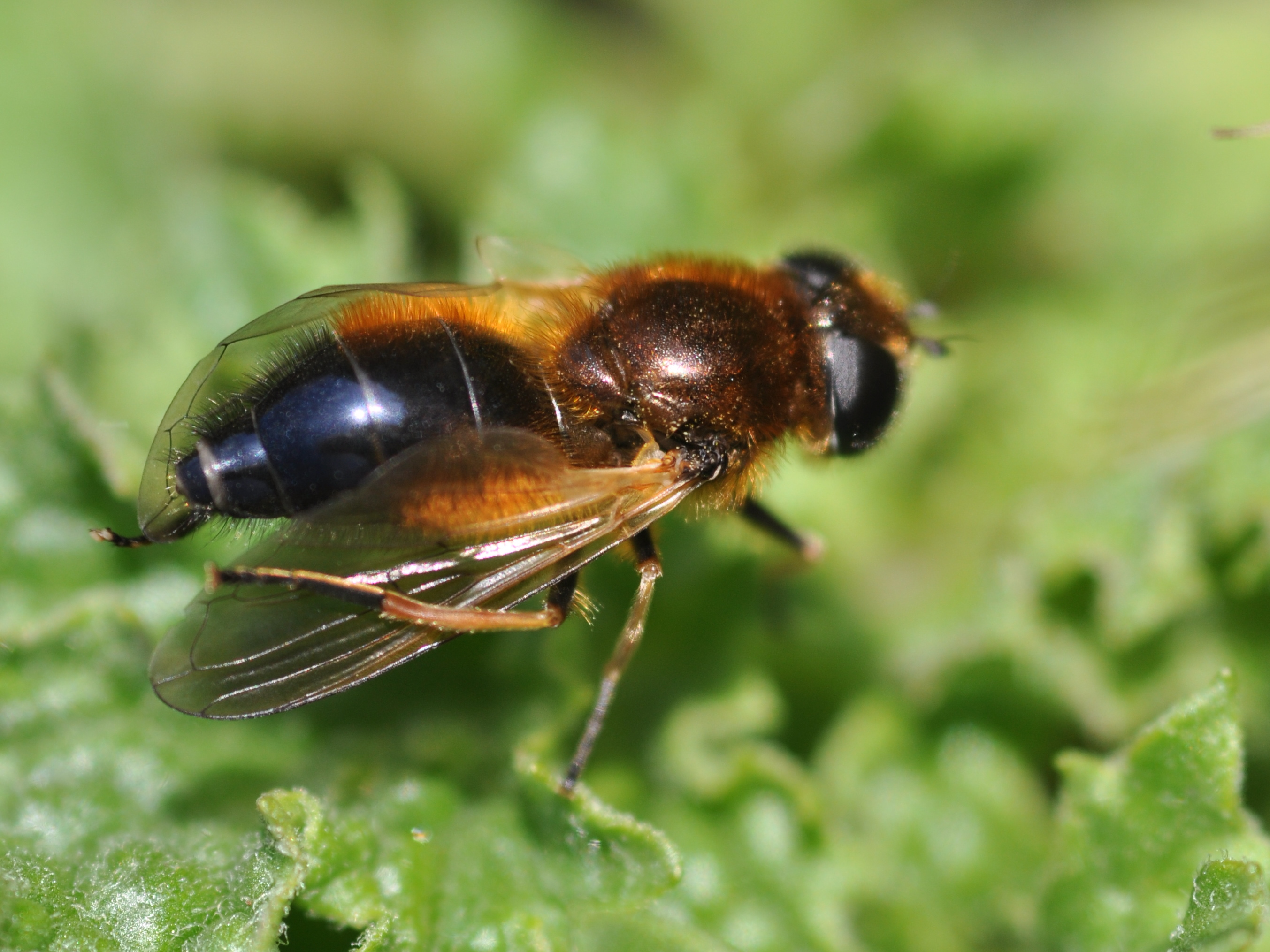
Cheilosia albipila
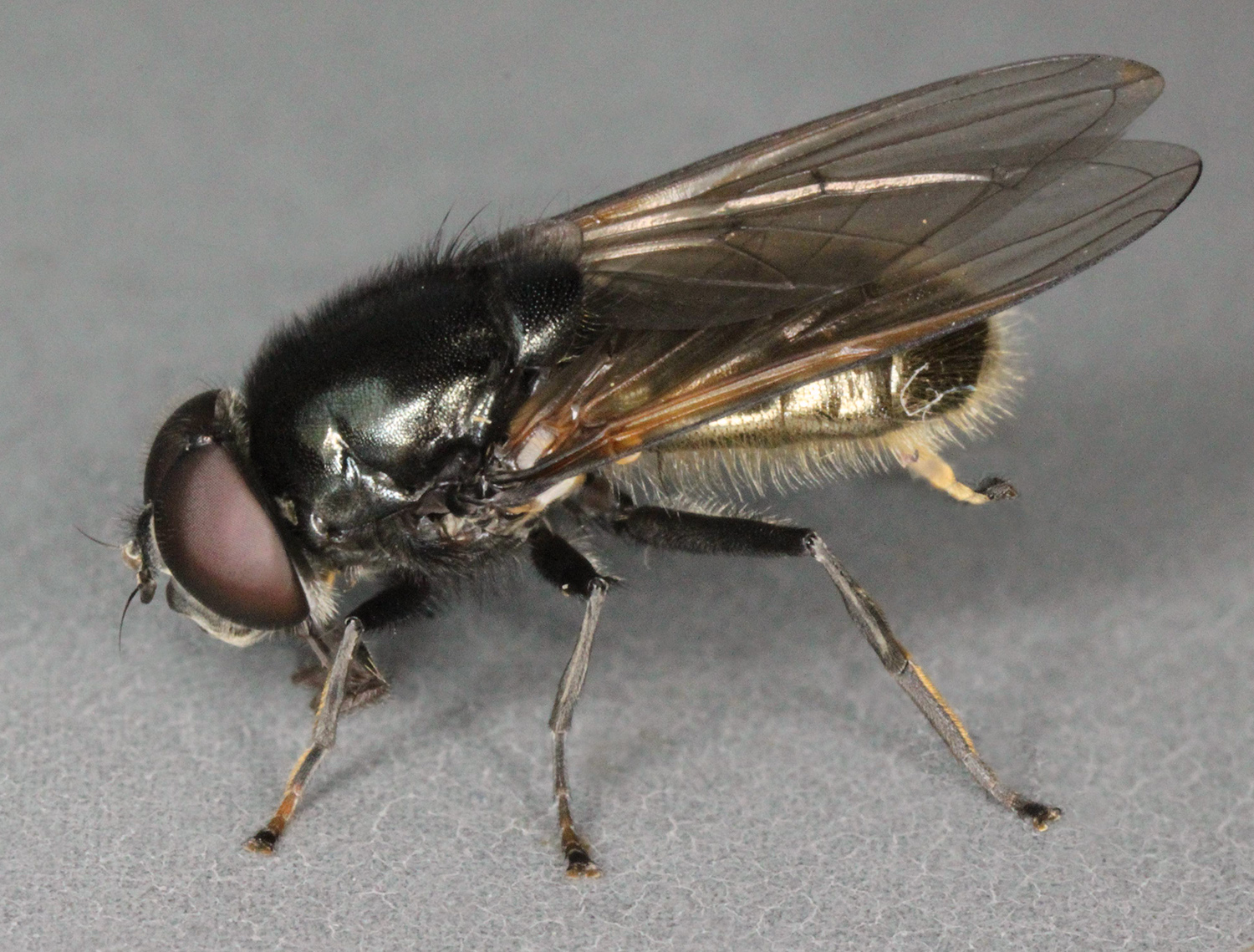
Cheilosia albitarsis
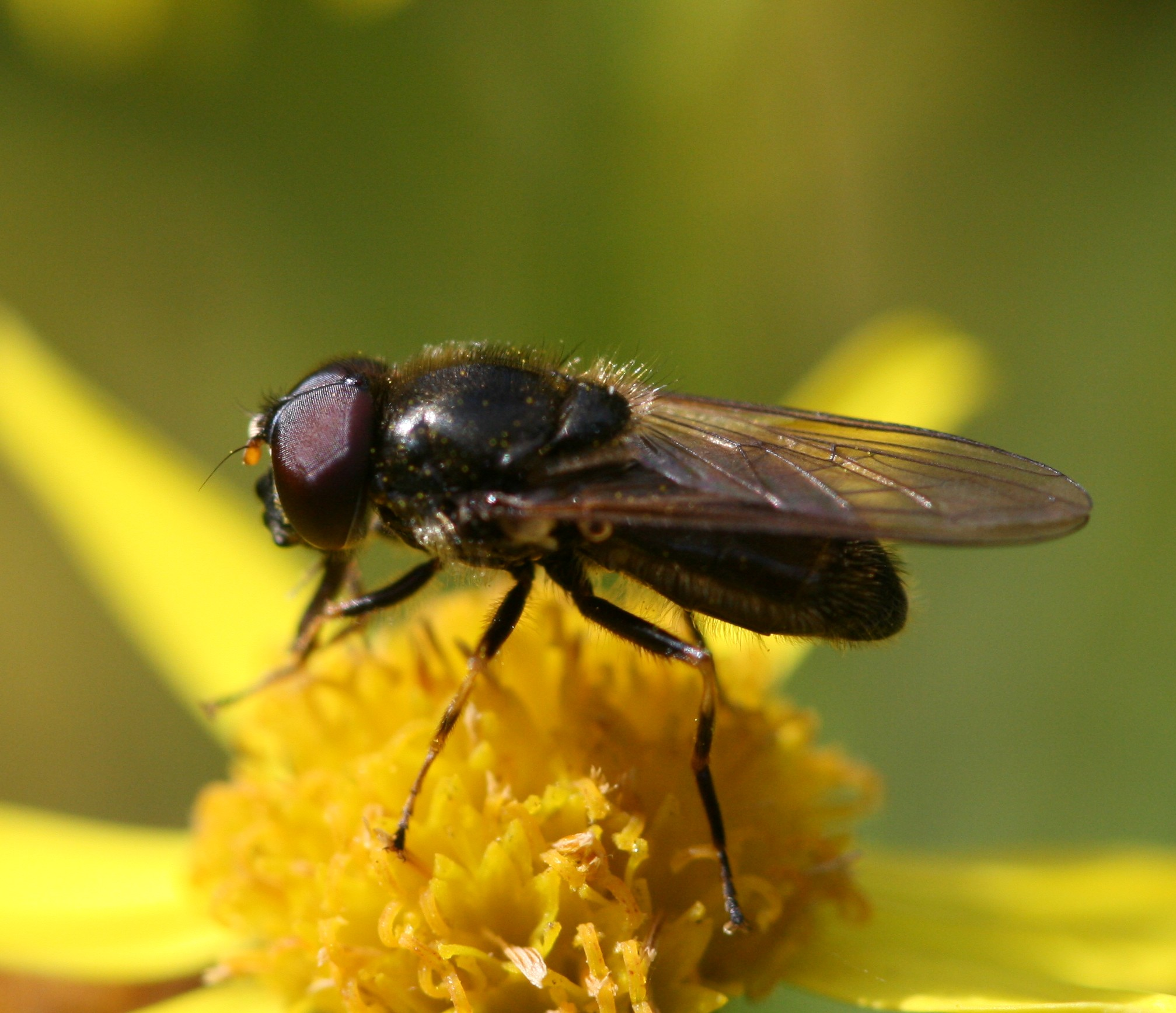
Cheilosia bergenstammi
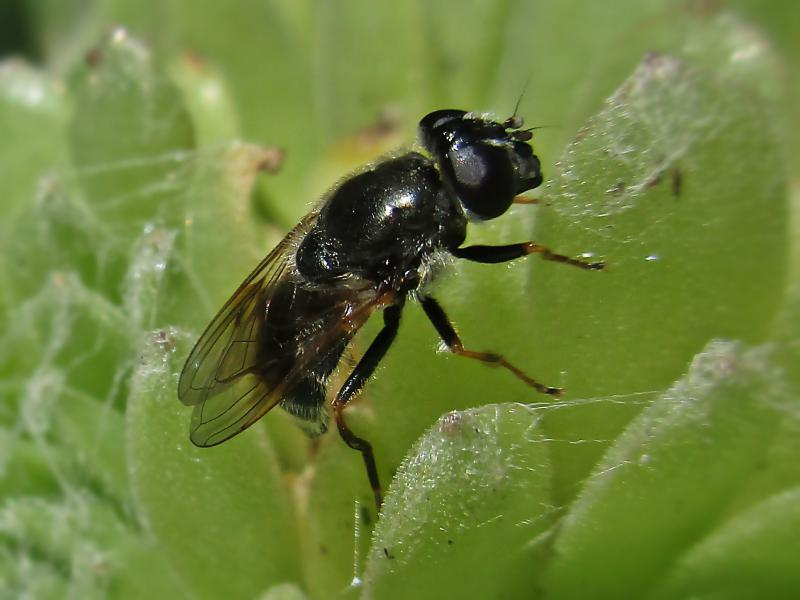
Cheilosia caerulescens
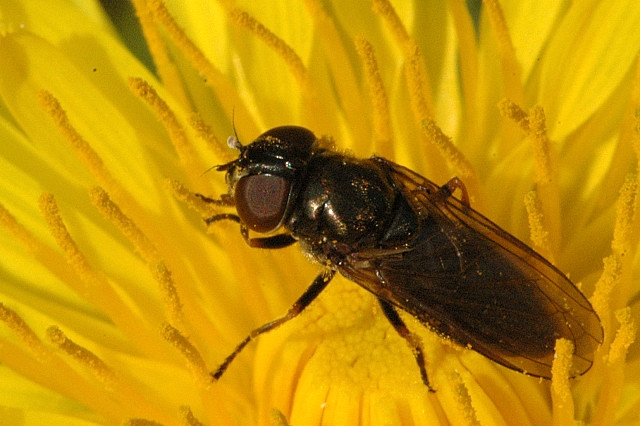
Cheilosia carbonaria
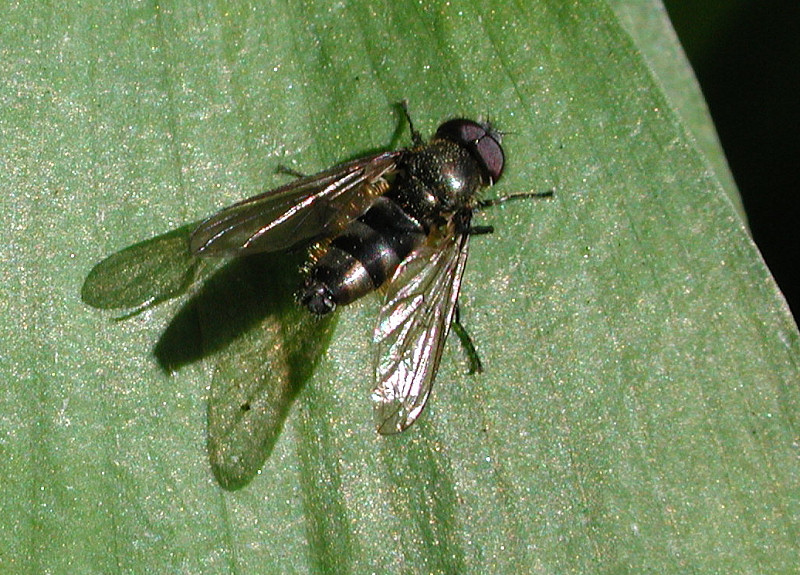
Cheilosia fasciata
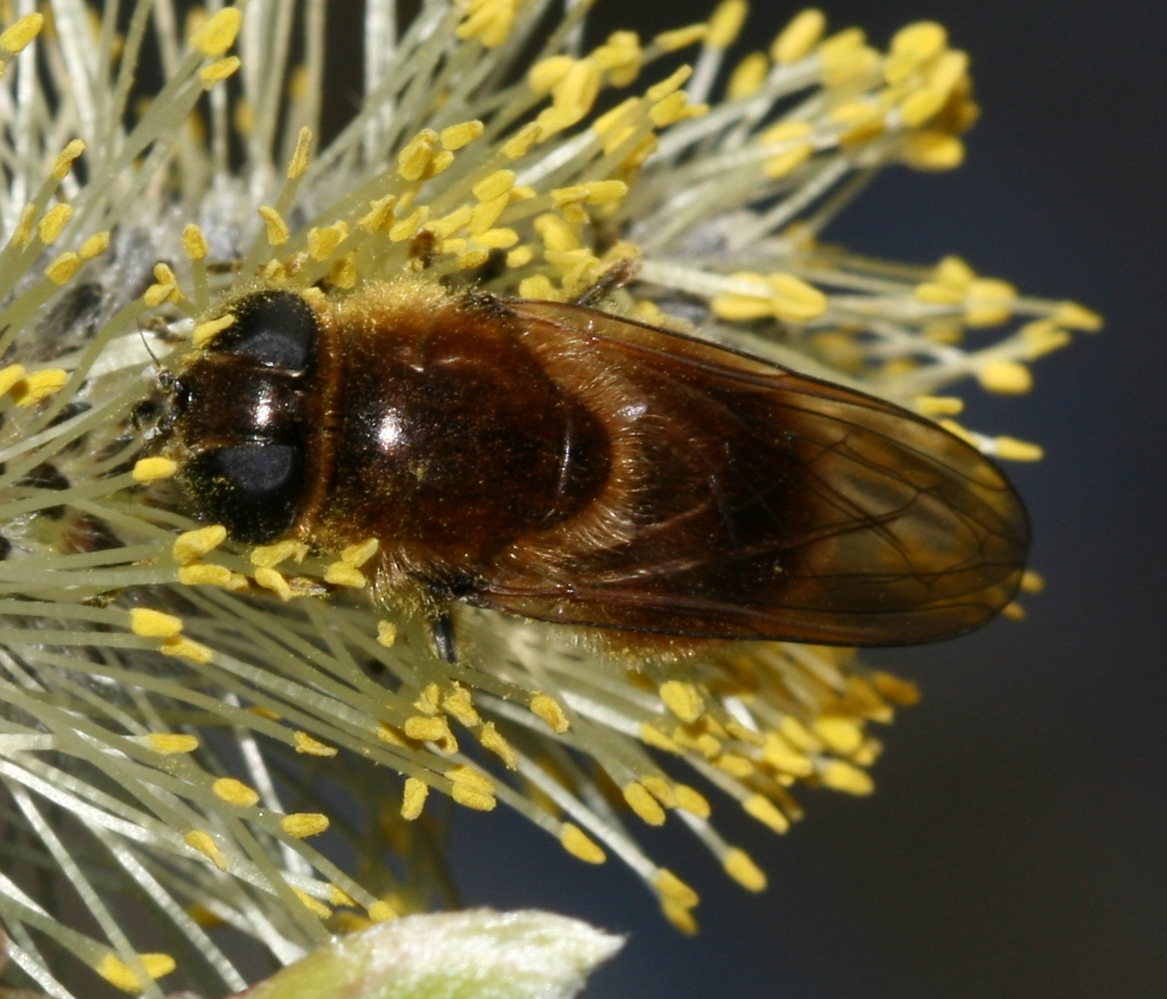
Cheilosia grossa
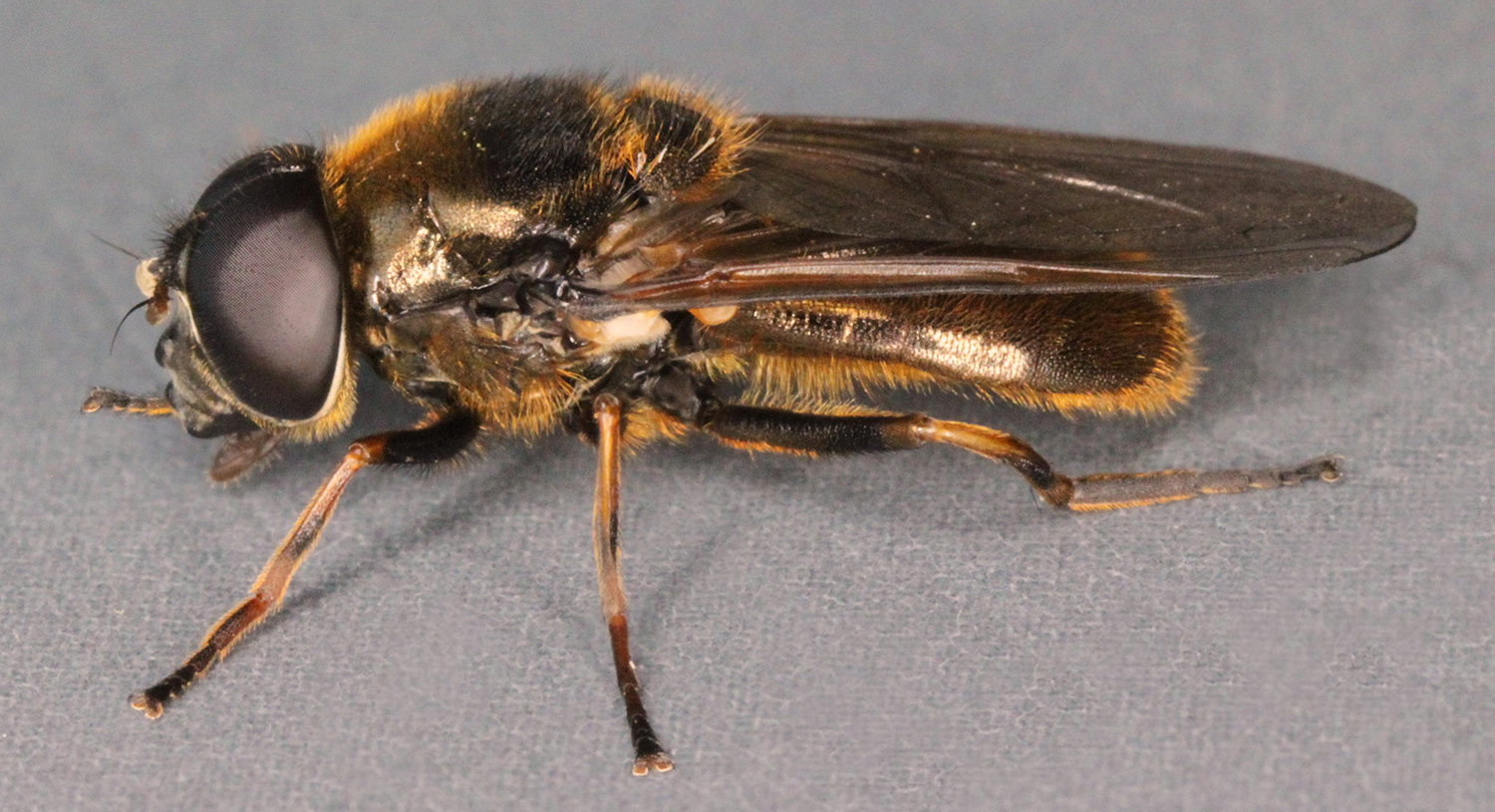
Cheilosia fraterna
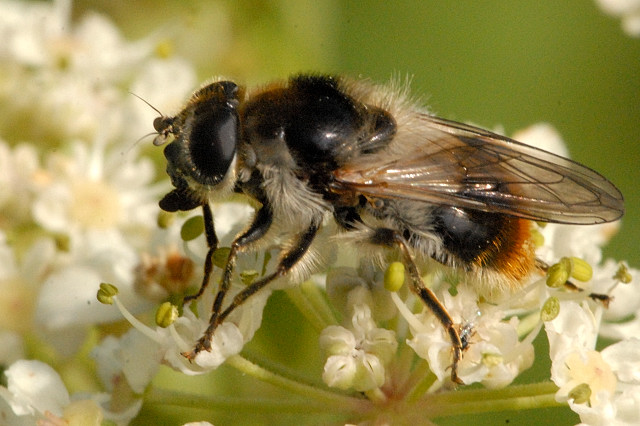
Cheilosia illustrata
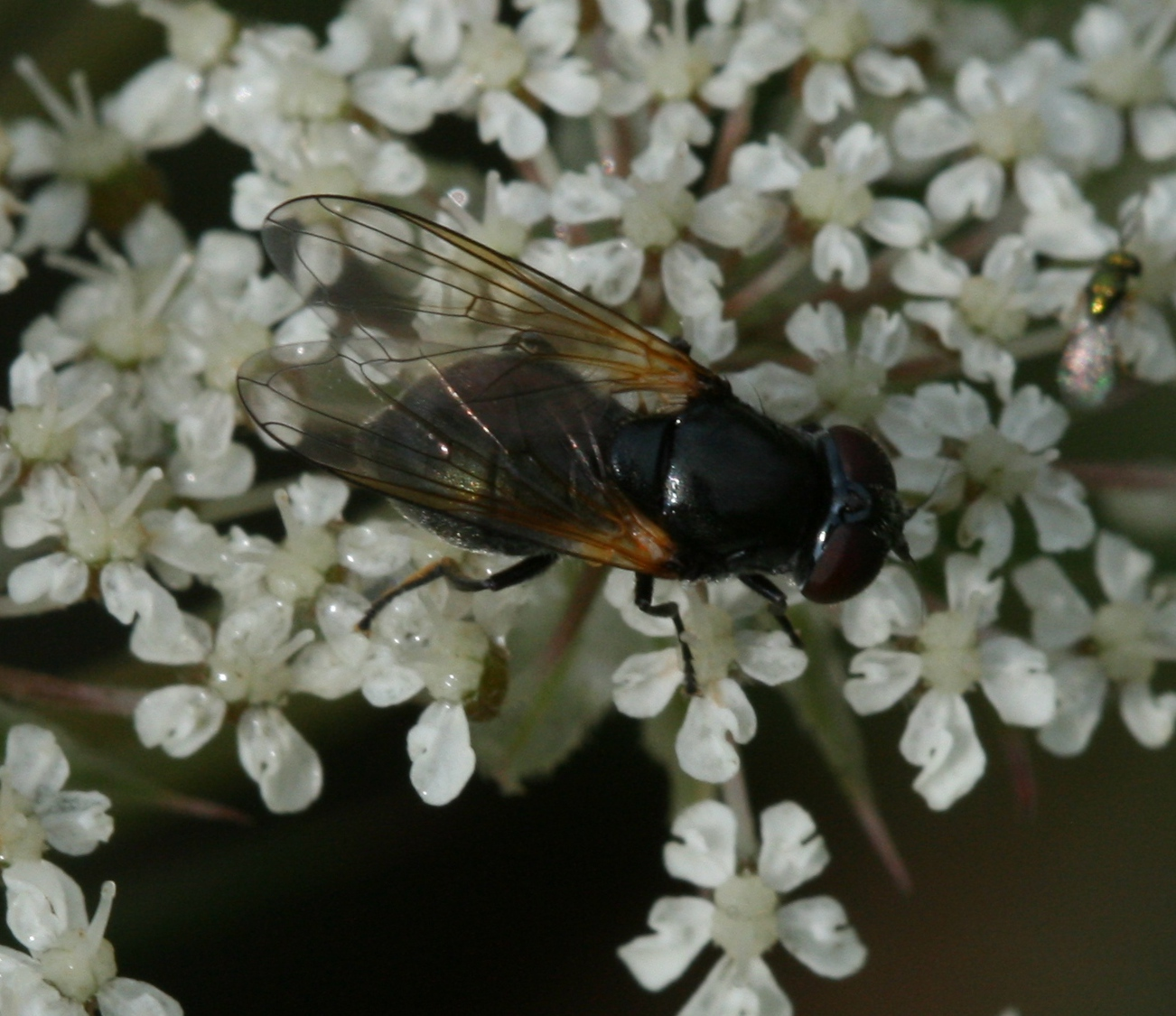
Cheilosia impressa
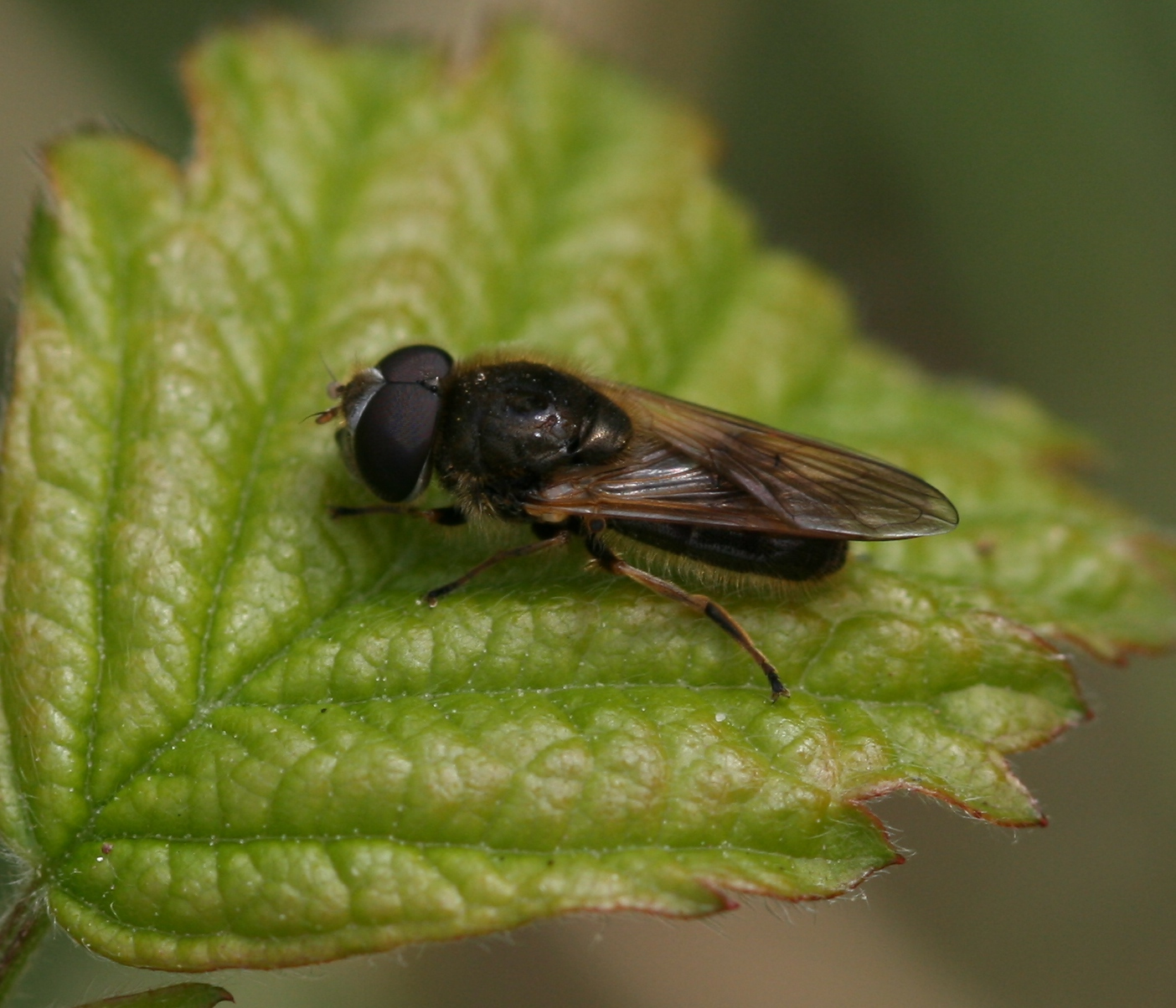
Cheilosia nebulosa
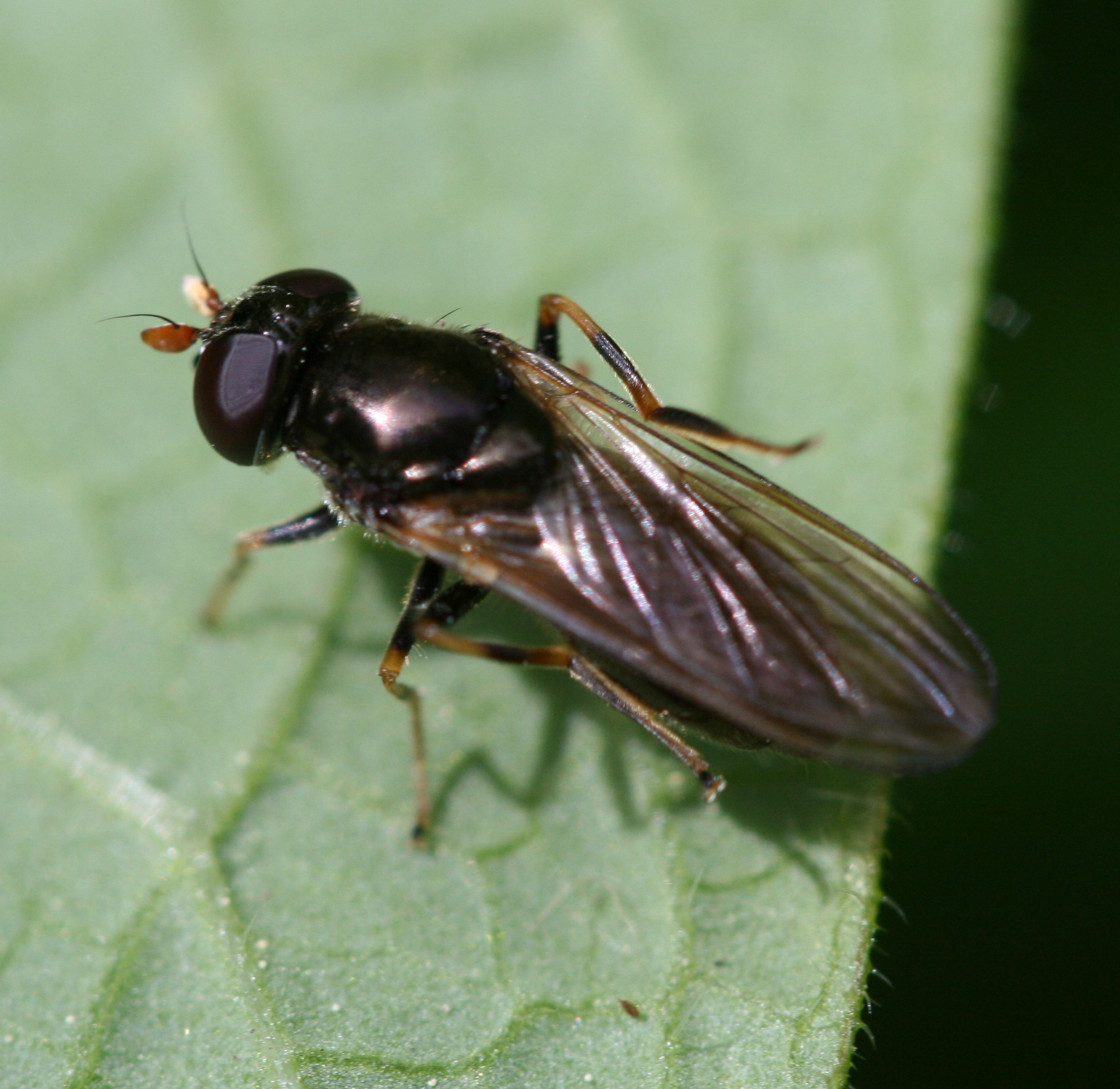
Cheilosia pagana
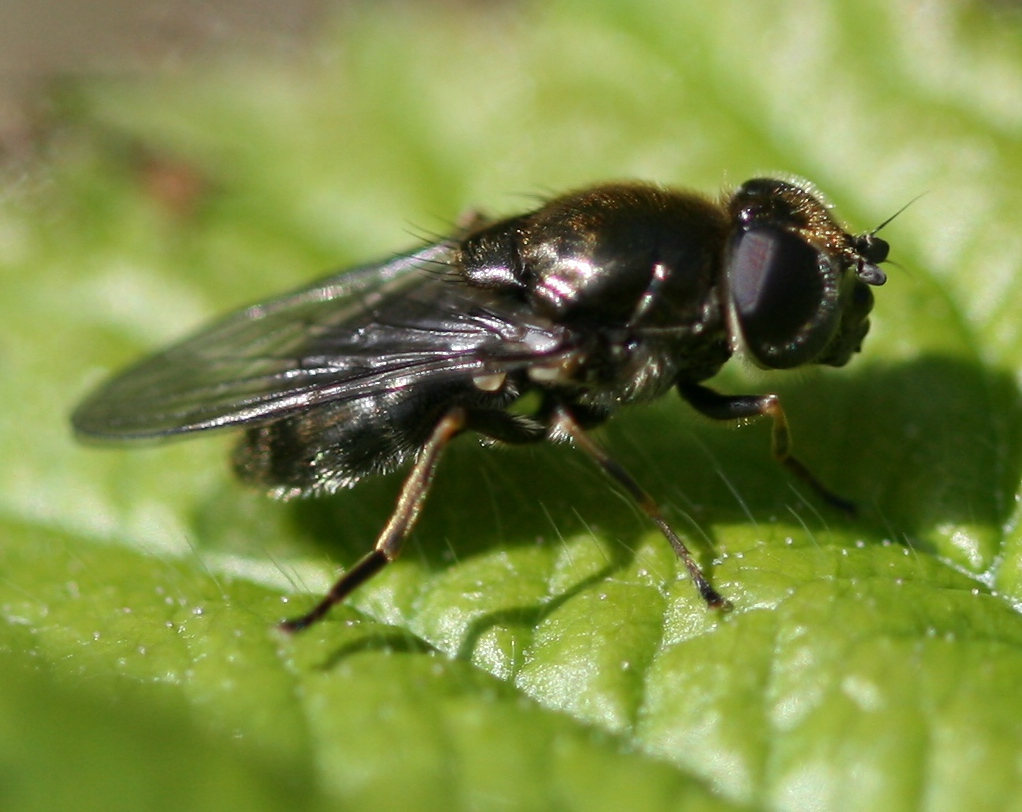
Cheilosia proxima
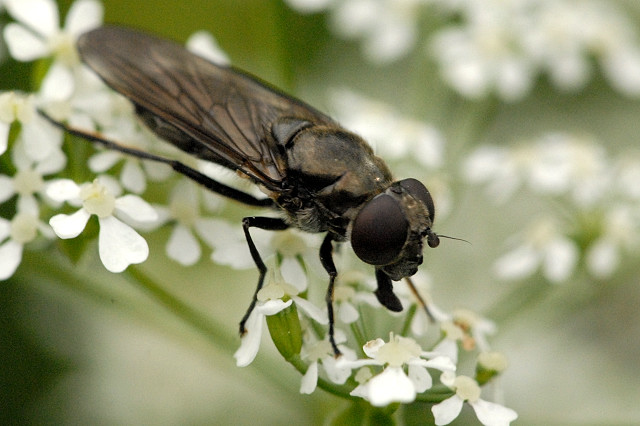
Cheilosia variabilis
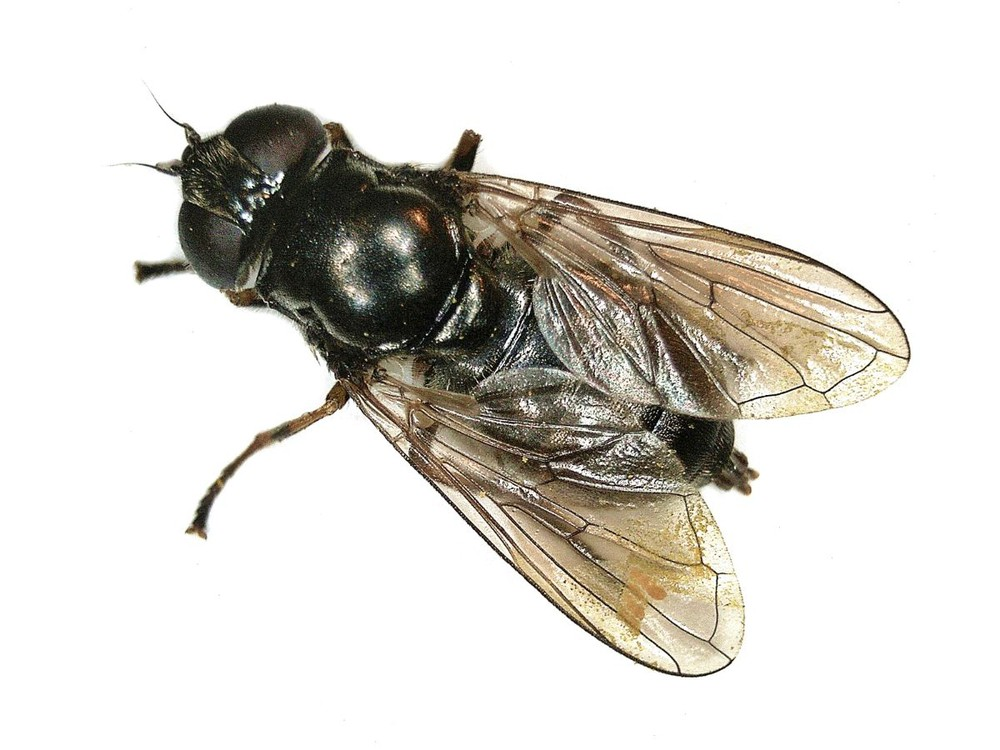
Cheilosia cynocephala